# Bronisław Frost
Bronisław Frost (ur. 12 czerwca 1911 w Grudziądzu, zm. 21 stycznia 1994 w Gdańsku) – polski lekkoatleta, specjalista skoku o tyczce.
19 czerwca 1932 w Bydgoszczy ustanowił rekord Polski w tej konkurencji wynikiem 3,71 m.
Był kilka razy finalistą mistrzostw Polski w skoku o tyczce. W 1932 i 1946 zajął 4. miejsce, w 1933 i 1948 5. miejsce, a w 1947 7. miejsce. W 1946 zajął również 6. miejsce w skoku wzwyż.
Został pochowany na cmentarzu łostowickim (kwatera 41, rząd 6, grób 35)

## Rekordy życiowe
Źródło:
| Konkurencja   | Data i miejsce              | Wynik       |
| ------------- | --------------------------- | ----------- |
| skok wzwyż    | 10 maja 1934, Bydgoszcz     | 1,73 m      |
| skok o tyczce | 19 czerwca 1932, Bydgoszcz  | 3,71 m      |
| rzut młotem   | 3 maja 1932, Grudziądz      | 29,97 m     |
| dziesięciobój | 20 września 1931, Grudziądz | 4462,29 pkt |

W latach 1953–1973 był instruktorem lekkoatletycznym w klubach gdańskich  (m.in. Gedanii) oraz sędzią lekkoatletycznym.